# Седьмой континент (фильм)
«Седьмой континент» (нем. Der siebente Kontinent) — дебютный полнометражный художественный фильм австрийского режиссёра Михаэля Ханеке. Фильм входит в «трилогию о замораживании» наряду с «Видео Бенни» (1992) и «71 фрагмент хронологической случайности» (1994). Основой для картины послужили реальные события, произошедшие в Австрии, когда семья из среднего класса покончила жизнь самоубийством.
Премьера фильма состоялась 20 мая 1989 года на Каннском кинофестивале.
Фильм был выбран в качестве австрийской заявки на кинопремию «Оскар» за лучший фильм на иностранном языке.

## Сюжет
Часть первая: 1987 — Разные повседневные сцены и фрагменты демонстрируют жизнь преуспевающей австрийской семьи Шоберов. Семья состоит из мужа Георга, жены Анны и их дочери Эви. День начинается с будильника и новостей по радио. Чистка зубов, кормление рыбок в аквариуме, затем вкусный завтрак. Эви идёт в школу, а родители по своим рабочим местам. Анна читает вслух письмо, адресованное родителям мужа, в котором рассказывает, что её брат был в глубокой депрессии после смерти их матери, а Георг преуспевает в работе, у него неуклюжий начальник, который хоть и цепляется к Георгу, но скоро должен уйти на пенсию и уступить своё место ему. Девочка Эви заявляет в школе, что она вдруг внезапно ослепла. Муж встречает жену на машине, они едут в супермаркет, делают дорогие покупки, возвращаются домой. Учительница Эви сообщает матери девочки, что та устроила сцену в школе. Когда девочка признаётся, что притворилась слепой, мать даёт ей пощёчину. К ним приходит в гости брат Анны. За ужином он вдруг начинает горько плакать в объятиях сестры. Далее все с пустым выражением лица смотрят телевизор и ложатся спать. Между тем показывается кадр с песчаным пляжем, волнами и туманными скалами.
Часть вторая: 1988 — Однообразные дни сменяют друг друга. Будильник, радио, чистка зубов, кормление рыбок. Анна пишет родителям мужа новое письмо, из которого следует, что Георг получил новую должность в конторе, и его родители могут гордиться своим сыном. По дороге домой супруги сталкиваются с ужасной аварией, случившейся на трассе. Когда семья на машине находится в мойке для машин, Анна внезапно начинает плакать. Муж следит за ней с безразличным взглядом.
Часть третья: 1989 — Семья покидает дом бабушки и дедушки после посещения. В письме родителям Георг сообщает, что покидает свою должность, а Анна также уходит с работы. Георг и Анна закрывают свои банковские счета, продают машину и покупают разнообразные режущие инструменты. Они решают «уехать в Австралию» (аллегория самоубийства) и делают трудный выбор: брать ли дочь с собой или нет. После того, как Эва говорит, что не боится смерти, они берут её с собой. После роскошного ужина семья начинает систематически уничтожать всё в доме. Они рвут и режут всю одежду, картины, занавески и деньги. Режут на мелкие кусочки все журналы, книги, семейные фотографии и альбомы Эви. Ломают всю мебель: шкафы, диваны, столы, полки. Лишь в момент, когда разбивается аквариум и рыбки погибают, у Эви начинается истерика, родители на некоторое время останавливаются. Затем они спускают все порванные деньги в унитаз. Семья совершает самоубийство путём передозировки таблеток, растворённых в воде. Непосредственно перед смертью Георг методично пишет на стене имена, дату и время смерти всех трёх членов семьи. К двери приклеен конверт, адресованный родителям Георга. В финале показывается текст, где говорится, что, несмотря на предсмертную записку, родители Георга потребовали полицейского расследования, думая, что это убийство. Дело было закрыто, так как полиция ничего не нашла.

## Создание
В своём интервью, данном Сержу Тубинау, Михаэль Ханеке рассказывал, что идея снять подобный фильм появилась после прочтения им новостных статей о буржуазной австрийской семье, члены которой совершили коллективное самоубийство.
Ханеке решил выстроить повествование в виде простейшего протокола — хроники повседневной жизни, и разделил картину на несколько частей. Выбранная форма помогла автору углубиться в тему.
Перед премьерой фильма Ханеке решил поспорить с продюсером картины, какая именно сцена в финале будет наиболее болезненно воспринята публикой. По его мнению, это должен был быть или эпизод гибели рыбок, или же тот, когда герои спускают все деньги в унитаз. В итоге во всех залах была одна и та же реакция на сцену уничтожения денег. Возмущённые зрители покидали зал просмотра. По мнению Ханеке, уничтожение денег является настолько величайшим табу западной цивилизации, что собственно самоубийство, совершённое целой семьёй, становится менее шокирующим.
«Седьмой континент» стал первой частью так называемой «трилогии замораживания». Второй частью стал фильм об угрозе популяризации насилия в массовой культуре «Видео Бенни» (1992 г.), последней — картина «71 фрагмент хронологии случайностей» (1994 год).

## В ролях
- Биргит Долль — Анна Шобер
- Дитер Бернер — Георг Шобер
- Лени Танцер — Эви Шобер
- Удо Замель — Александр
- Сильвия Фенц — клиентка в магазине оптики
- Элизабет Рат — учительница
- Георг Фридрих — работник из почтового отделения
- Мит Лоуф — камео
- Дженнифер Раш — камео
- Роберт Дитль — мужчина

## Отзывы и критика

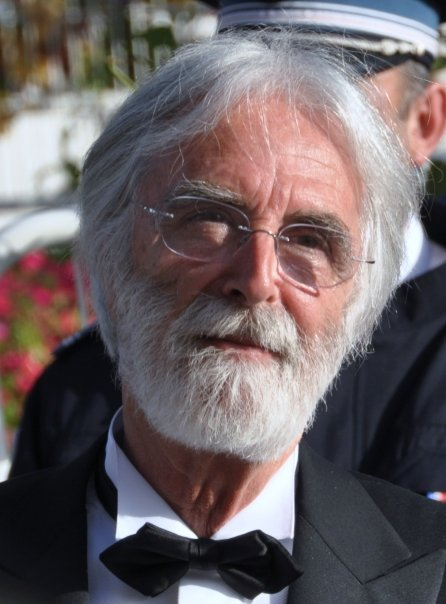
Михаэль Ханеке

В целом «Седьмой континент» получил положительные рецензии. На веб-сайте IMDb картина имеет 7.8 звёздочек из 10. На сайте-агрегатор Metacritic фильм имеет средневзвешенное значение 89/100. На Rotten Tomatoes рейтинг составляет 67 %.
Британский кинокритик, писатель и журналист Питер Брэдшоу, считает Ханеке величайшим кинематографистом нашего времени. По его словам фильмы Ханеке представляют собой самый разрушительный и страшный кошмар: «Седьмой континент это шедевр, потому что, как и в его фильме „Скрытое“ 2005 года, он не навязывает нам ответы и не даёт объяснений, потому что он не знает ни о чём. Ханеке является своего рода кинематографическим материалистом: он предоставляет обстоятельства, при которых происходит ужас, но он не определяет сам ужас или не даёт нам ничего, соответствующего речи психолога в конце „Психо“ Хичкока, он не даёт нам никакой конкретной идеи относительно того, почему или как, или даже что».
Артхаусный кинокритик Джонатан Розенбаум в еженедельнике «Chicago Reader» написал следующий отзыв: «Мощный, провокационный и очень тревожный фильм Михаэля Ханеке о коллективном самоубийстве молодой и, казалось бы, „нормальной“ семьи (1989). В связи с высоким уровнем самоубийств в Австрии и различными новостями, обращение в фильме не сразу очевидна. Сначала Ханеке сосредотачивается на очень повторяющемся образе жизни семьи и не спешит устанавливать повседневные образы персонажей. Роль телевидения и денег в их жизни имеет решающее значение для истории, но отсутствие какой-либо очевидной причины отчаяния семьи является частью того, что даёт этому фильму разрушительное воздействие».
Американский кинокритик Деннис Шварц написал о фильме подробную рецензию: «Это резкий, недооценённый и расстраивающий фильм, который не предлагает никакого приукрашивания для навязчиво величественного жестокого завершения. Фильм представлен как ритуальное упражнение, так как в нём подробно описываются мирские аспекты повседневной жизни семьи: от утреннего подъёма до обеда, как будто вы смотрите малозначительную программу для того, чтобы убить время, и со временем мы видим, что герои настолько парализованы от этой пустой жизни, что они стали совершенно безумными. Из-за прекрасно составленных повторяющихся изображений в каждом кадре, за которыми следует пустой экран, фильм, казалось, поместил этих странных землян под микроскоп, и мы в ярких деталях увидели чрезвычайно ужасающую, эмоциональную реакцию то что семья оказалась отрезана от современной жизни в семье, которая, казалось, имела больше, чем материальное благо, и не должна была быть такой подавленной».
Ирландский внештатный кинокритик Ронан Дойл написал о фильме: «Демонстрируя первые воплощения многих проблем, о которых будет рассказано в более поздних работах Ханеке, „Седьмой континент“ — это невероятный дебют, сложный взгляд на существование не только очень реальных персонажей, но и нас самих. Это фильм, который подвергает свою аудиторию строгим эмоциям и мучительным осознаниям, жестоко честное и безудержное зеркало, стоящее перед нами. Как бы ни была холодна жизнь, это не лёгкие часы, но их ценность может быть неоценимой».
Дэвид Верикат из «Cinema Esencial» написал: «В дебютной работе Михаэля Ханеке в области художественного кинематографа (после нескольких телевизионных постановок), проблемы, которые будут отмечены в более поздней фильмографии режиссёра, редко определялись также ясно, как в „Седьмом континенте“: отсутствие коммуникации, жизненная боль, беспокойство и подпольное насилие, которые проявляются в буржуазной семье среднего класса в так называемом первом мире как симптомы общества, полного материальности, но с огромными недостатками и эмоциональными дисфункциями».

## Анализ

Постер к фильму «Забавные игры», 1997

В своём дебютном фильме Ханеке уже определил главную тему для своего творчества. Как отмечает А. Плахов, в первой кинокартине данного режиссёра проявились характерные черты его стиля, которые были глубоко развиты в последующих его фильмах. Буржуазную семью Ханеке подверг жёсткой критике, «разобрал» на глазах у зрителя и в своих картинах «Видео Бенни» (1992) и «Забавные игры» (1997).
Между сценами из быта австрийской семьи в промежутках появляется также кадр, где зритель видит прозрачный пейзаж с берегом, со скалами и океаном. Можно предположить, что это Австралия, символ воображаемого места изоляции, куда с такой жаждой стремится семья, ведь в финале они покидают свой родной кров и уезжают в далёкую Австралию, словно убегают от ужаса повседневности. Похожий пейзаж можно заметить и на последней картине Георга.
Автор фильма выбрал самые простые образы и методы для демонстрации скучного и однообразного образа жизни постиндустриального общества потребления: каждодневный подъём, включённое радио, которое никто не слушает, те же действия и тот же завтрак. Брат Анны — Александр, внезапно начинает плакать во время ужина, а девочка вдруг притворяется, что потеряла зрение. Точно таким же образом начинает внезапно плакать Анна на мойке машин. Но Георг не удивляется слезам жены, а лишь равнодушно наблюдает за ней, не в состоянии ничего сделать. Случайная авария, которую видят муж и жена по дороге домой, будто символизирует предстоящий ужас и гибель. Фрагмент, где рыбка задыхаясь подпрыгивает на полу, является метафорой внутренней смерти маленькой девочки.
Майкл Вилмингтон из газеты Chicago Tribune сравнил безупречный стиль Ханеке со стилем Робера Брессона. Как и Брессон Ханеке никогда не навязывает представление, идею или эмоцию. Финальные фрагменты критик считает самыми страшными в современном кинематографе, именно потому, что они такие сдержанные и бессмысленные. Анатомия боли Ханеке глубоко социальная и психологическая, так как он демонстрирует публике все ловушки и хаос повседневной жизни.

## Награды
- Гентский международный кинофестиваль (1989) — приз имени Жоржа Делерю за лучшее использование музыки в фильме[19].
- Кинофестиваль в Локарно (1989) — приз имени Эрнеста Артариа (Михаэль Ханеке) и номинация на премию «Золотой леопард» (Михаэль Ханеке)[20].